# Veľký Biel
Veľký Biel (bis 1948 slowakisch „Maďarský Bél“; deutsch Ungarisch-Biel, ungarisch Magyarbél) ist eine Gemeinde in der Westslowakei.
Der Ort wurde 1209 zum ersten Mal schriftlich erwähnt. 
Zur Gemeinde gehört der 1960 eingemeindete Ort Malý Biel (deutsch Deutsch-Biel).
Bis 1918 gehörte die Gemeinde zum Königreich Ungarn und kam dann zur neu entstandenen Tschechoslowakei. Durch den Ersten Wiener Schiedsspruch kam sie von 1938 bis 1945 kurzzeitig wieder zu Ungarn.

## Bevölkerung
| Jahr                | 1994 | 2004     | 2014     | 2024     |
| ------------------- | ---- | -------- | -------- | -------- |
| Anzahl der Personen | 1998 | 2203     | 2427     | 3064     |
| Unterschied         |      | +10,26 % | +10,16 % | +26,24 % |

| Jahr                | 2023 | 2024    |
| ------------------- | ---- | ------- |
| Anzahl der Personen | 3035 | 3064    |
| Unterschied         |      | +0,95 % |

## Kultur
- Siehe auch: Liste der denkmalgeschützten Objekte in Veľký Biel